# João, o Presbítero

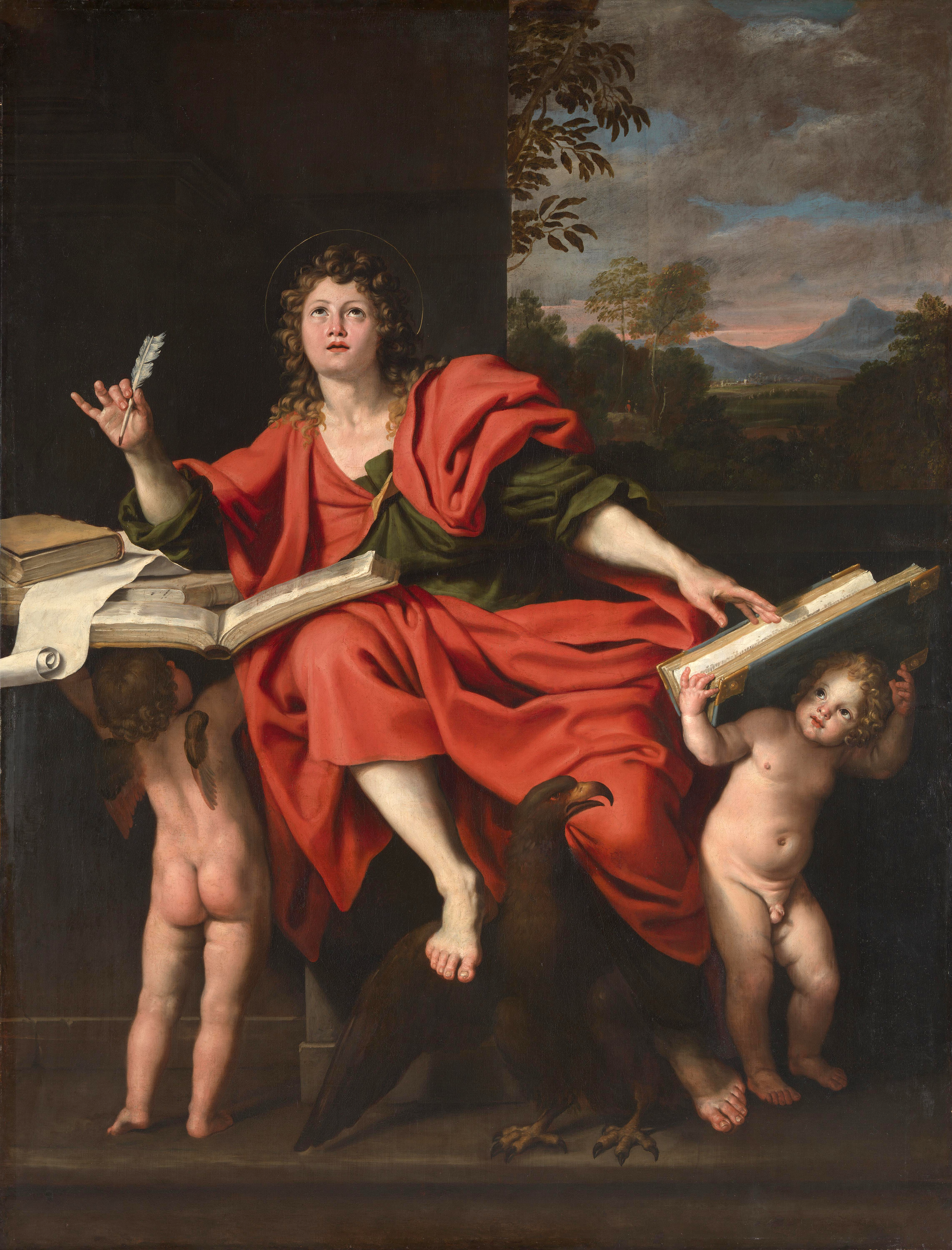
São João Evangelista

João o Presbítero é um figura obscura na antiga tradição cristã e que é geralmente identificada como sendo João, o Apóstolo.

## Papias
João aparece em um fragmento de Papias, um bispo do século II na cidade de Hierápolis, que publicou a "Exposição sobre os Ditos do Senhor" (em grego:  κυριακῶν λογίων ἐξηγήσις - Kyriakôn logiôn exêgêsis), em cinco volumes. Esta obra foi perdida, mas sobreviveram fragmentos citados por Ireneu de Lyon (m. 202 d.C.) e Eusébio de Cesareia (m. 339 d.C.).